# Bixnaafermühle
Bixnaafermühle ist ein Ortsteil von Marialinden in der Stadt Overath im Rheinisch-Bergischen Kreis in Nordrhein-Westfalen, Deutschland.

## Lage und Beschreibung
Bixnaafermühle ist ein kleiner, vor allem durch Feuchtgrünflächen geprägter Ortsteil südlich oberhalb des Aggertals an der Grenze zum Rhein-Sieg-Kreis. Die nächsten Orte sind Bixnaaf, Hentgesnaaf, Neverdorf (Rhein-Sieg-Kreis) und Schommelsnaaf, die alle durch den Naafbach verbunden sind. Der naturnahe, mäandernde Naafbach entspringt einem weitgehend unterirdischen Quellgebiet und mündet in die Agger. Das Gebiet zählt naturräumlich zum schützenswerten Marialinder Riedelland mit seinem besonderen Pflanzen- und Tierreich. Bixnaafermühle liegt an der Landesstraße 360 und ist durch die Buslinie 575 der RSV an den öffentlichen Nahverkehr angeschlossen.

## Geschichte
Über die namensgebende Mühle des Wohnplatzes ist wenig bekannt. Es handelte sich um eine Getreidemühle, die kartografisch als Mühlensymbol erstmals 1825 auf der Topographischen Aufnahme der Rheinlande erscheint. Heute ist nur noch der Mühlengraben erhalten. Die Preußische Uraufnahme von 1845 zeigt den Wohnplatz mit einem Mühlensymbol, ansonsten unbeschriftet, ebenso die Preußische Neuaufnahme von 1892 und alle späteren Messtischblätter der amtlichen topografischen Karte 1:25.000 (TK25). Ab der Ausgabe 1990 ist kein Mühlensymbol bei der Siedlung mehr verzeichnet.
Der Bachname Naaf, im 13. Jahrhundert als de Nafe, 1555 als die Nave genannt, ist ein Flussnamenwort indogermanischer Herkunft, dessen Wurzel im Deutschen nicht nachweisbar ist. Die Bedeutung scheint neutral Fluss zu sein und ist mit griech. nao (= fließe), lat. nato (= schwimme), navis (= Schiff) verwandt.
1822 lebten 30 Menschen zusammen im benachbarten Bixnaaf und der Mühle, die nach dem Zusammenbruch der napoleonischen Administration und deren Ablösung zur Bürgermeisterei Overath im Kreis Mülheim am Rhein gehörten. Ort und Mühle wurden als Bixnofen bezeichnet. Für das Jahr 1830 werden für beide Orte zusammen 36 Einwohner angegeben. Laut der Uebersicht des Regierungs-Bezirks Cöln 1845 besaßen Bixnaaf und Bixnaafermühle zu dieser Zeit zusammen  acht Wohngebäude mit 36 Einwohnern, alle katholischen Bekenntnisses. Die Gemeinde- und Gutbezirksstatistik der Rheinprovinz führt Bixnaafermühle 1871 alleine mit einem Wohnhaus und sieben Einwohnern auf. Im Gemeindelexikon für die Provinz Rheinland von 1888 werden für Bixnaafermühle zwei Wohnhäuser mit zehn Einwohnern angegeben. 1895 besitzt der Ort zwei Wohnhäuser mit 14 Einwohnern und gehörte konfessionell zum katholischen Kirchspiel Marialinden, 1905 werden ein Wohnhaus und neun Einwohner angegeben.